# Glucose-6-phosphate isomérase
La glucose-6-phosphate isomérase (GPI), également appelée phosphoglucose isomérase (PGI) et phosphohexose isomérase (PHI), est une isomérase qui catalyse la réaction, :
D-Glucose-6-phosphate  {\displaystyle \rightleftharpoons }  D-fructose-6-phosphate.
Cela correspond à un réarrangement intramoléculaire entre le D-glucose-6-phosphate et le D-fructose-6-phosphate :
|                     | {\displaystyle \rightleftharpoons } |
| Glucose-6-phosphate | Fructose-6-phosphate                |

Chez l'homme, cette enzyme est codée par le gène GPI,, situé sur le chromosome 19. Le produit de ce gène intervient, dans le cytoplasme des cellules, à la 2e étape de la glycolyse ainsi que dans la gluconéogenèse et dans la voie des pentoses phosphates. Dans le milieu extracellulaire, où elle est également appelée neuroleukine, elle agit comme neurotrophine favorisant la survie des motoneurones de muscles squelettiques et des neurones récepteurs (sensoriels). Elle agit également comme une lymphokine (en) qui favorise la sécrétion d'immunoglobulines. Enfin, les cellules cancéreuses sécrètent également cette protéine, appelée dans ce contexte facteur autocrine de motilité (AMF), qui stimule la formation des métastases.